# CD64
El CD64 es un dispositivo de copia de seguridad de juego hecho por UFO/Success Company para la Nintendo 64 que permite a los usuarios ejecutar archivos ROM desde un CD-ROM adjunto al sistema. Similar a las unidades Doctor V64 y Z64 para el N64, se usa más comúnmente para hacer copias de seguridad de los juegos de Nintendo 64. Dado que tiene un puerto de comunicaciones integrado al que se puede acceder desde el programa N64, también se puede utilizar como un dispositivo de desarrollo / depuración bastante versátil.

## Diseño
El CD64 se encuentra debajo de la unidad N64, haciendo uso del puerto EXTension en la parte inferior de la consola. Una vez conectado y enchufado, se saca un cartucho de juego del N64 y otro se coloca en la ranura en la parte frontal del sistema, justo debajo del N64 y justo encima de la unidad de CD-ROM, para actuar como una especie de disco de arranque.
Cuando se enciende la unidad, a través del botón de encendido N64, se muestra una GUI donde puede elegir iniciar el juego en la ranura o ejecutar el archivo ROM en el CD en el CD-ROM. El archivo ROM se carga en la memoria RAM de la PC que se encuentra dentro del sistema.
La primera versión de la unidad era de color negro sólido, como la propia N64, y tenía solo 128Mb de RAM. Mientras era actualizable, la RAM se pegaba generalmente en su lugar con una pistola de pegamento caliente. La segunda versión, conocida como CD64 + (o 'Plus') aparentemente era más estable que la primera y era de color gris transparente. Esta unidad se instaló con 256 Mb, nuevamente pegada en su lugar, pero aún se puede actualizar.
Los modelos CD64 anteriores podían alimentarse directamente desde el bus de expansión del N64, pero los modelos posteriores requieren un adaptador de corriente externo.

## Características
El cartucho insertado actúa como un cartucho de 'arranque'. El N64 arranca el CD64 BIOS utilizando el 6102 CIC en el cartucho de arranque. El CD64 luego inicia un programa desde la memoria de su emulador de cartucho usando un emulador de arranque incorporado. Esto presenta problemas para ejecutar programas que tienen protecciones secundarias contra emuladores de arranque, porque a diferencia de V64 y V64Jr, y debido a la necesidad del CD64 BIOS para iniciar un programa, es imposible usar un cartucho con un arranque diferente que el 6102. con el CD64.
El CD64 admite archivos .v64 y .z64. Después de grabar los archivos ROM en un disco, se pueden iniciar desde la GUI. Hay una función de edición hexadecimal y trampa incrustada, la primera de las cuales utiliza códigos de formato de Gameshark, y esta última requiere una búsqueda del código de la ROM para la implementación de trampas. La unidad CD64 tiene soporte SRAM y puede conectarse con una PC para volcar la imagen ROM del carro insertado y transferir archivos guardados y archivos ROM de un lado a otro.

## Especificaciones
- 8x ATAPI CD-ROM (Se puede reemplazar, el firmware posterior permite el acceso de alta velocidad a los CD y mejores tiempos de carga)
- 128 to 256 Mbit (16-32 MB) EDO RAM
- Pro Action Replay / Enlace de comunicaciones paralelo DB25  (8-bit registro dual con handshake)